# Christoph av Hessen-Kassel
Christoph Ernst August av Hessen-Kassel, född 14 maj 1901 i Frankfurt am Main, död 7 oktober 1943 i närheten av Forlì i Italien, var en tysk kunglighet och nazist. 

## Biografi
Han var son till Fredrik Karl av Hessen och hans maka Margareta av Preussen, som var syster till kejsar Vilhelm II.
Han gifte sig 1930 med prinsessan Sophie av Grekland och Danmark (1914–2001), dotter till prins Andreas av Grekland och Danmark och hans maka prinsessan Alice av Battenberg.
De fick fem barn tillsammans:
- Christina (1933–2011), gift med 1) Andreas av Jugoslavien (skilda 1962), 2) Robert van Eyck
- Dorothea Charlotte (född 1934), gift med prins Friedrich Windisch-Graetz
- Karl (född 1937) gift med Yvonne Sczapary von Muraszombath
- Rainer (född 1939)
- Clarissa (född 1944) gift med Claude Jean Derrien (skilda 1976)

Under 1930-talet engagerade sig prins Christoph alltmer i Nationalsocialistiska tyska arbetarepartiet (NSDAP). Prinsen blev SS-Oberführer och chef för Luftwaffes forskningsbyrå. Han omkom 1943 i en flygolycka under andra världskriget, nära Forlì i Italien.